# Alexander Pollock Moore

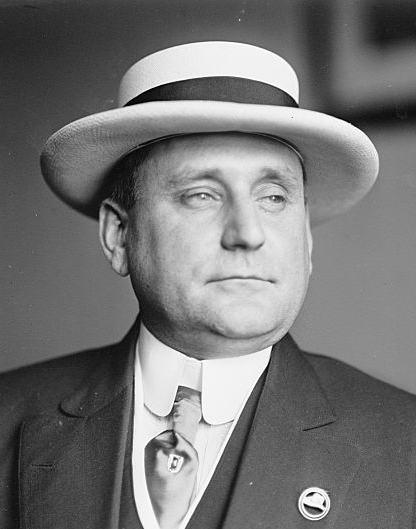
Alexander Pollock Moore w 1912

Alexander Pollock Moore (1867–1930) – amerykański dyplomata i wydawca, np. „Pittsburgh Leader”. Był czwartym mężem aktorki Lilliany Russell, po której śmierci został ambasadorem w Hiszpanii i Peru. Zmarł przed objęciem stanowiska ambasadora w Polsce.